# Symphysodontella splendens
Symphysodontella splendens là một loài Rêu trong họ Pterobryaceae. Loài này được (Reinw. & Hornsch.) Touw & Magill miêu tả khoa học đầu tiên năm 1992.